# IC 954
IC 954 је галаксија у сазвјежђу Мали медвјед која се налази на листи објеката дубоког неба у Индекс каталогу.
Деклинација објекта је + 71° 9' 53" а ректасцензија 13h 49m 56,3s. Привидна величина (магнитуда) објекта IC 954 износи 13,5 а фотографска магнитуда 14,5. IC 954 је још познат и под ознакама UGC 8765, MCG 12-13-18, CGCG 336-24, 7ZW 527, PGC 49083.